# Medalja Pierrea de Coubertina
Medalja Pierrea de Coubertina (također poznata kao De Coubertinova medalja ili Medalja istinskoga sportskog duha) posebno je odlikovanje koje dodjeljuje Međunarodni olimpijski odbor onim sportašima, bivšim sportašima, promicateljima sporta, sportskim dužnosnicima i drugima koji utjelovljuju sportski duh na Olimpijskim igrama ili za osobite zasluge za olimpijski pokret.
Medalja je inaugurirana 1997., i imenovana u čast Pierrea de Coubertina, osnivača Međunarodnog olimpijskog odbora. Prema Olimpijskom muzeju, "to je jedna od najviših počasti koje mogu biti dodijeljene olimpijskom sportašu".

## Primatelji
| #   | Sportaš                              | Država       | Natjecanje                                                                            | Datum                        | Mjesto                                 |
| --- | ------------------------------------ | ------------ | ------------------------------------------------------------------------------------- | ---------------------------- | -------------------------------------- |
| 1.  | Lutz Long                            | Njemačka     | Ljetne olimpijske igre 1936.                                                          | 1964. (dodijeljena posmrtno) | Berlin, Njemačka                       |
| 2.  | Eugenio Monti                        | Italija      | Zimske olimpijske igre 1964.                                                          | 1964.                        | Innsbruck, Austrija                    |
| 3.  | Karl Heinz Klee                      | Austrija     | Zimske olimpijske igre 1976.                                                          | veljača 1977.                | Innsbruck, Austrija                    |
| 4.  | Franz Jonas                          | Austrija     | –                                                                                     | srpanj 1969.                 | Beč, Austrija                          |
| 5.  | Lawrence Lemieux                     | Kanada       | Ljetne olimpijske igre 1988.                                                          | rujan 1988.                  | Seoul, Južna Koreja                    |
| 6.  | Justin Harley McDonald               | Australija   | Zimske olimpijske igre 1994.                                                          | 1994.                        | Lillehammer, Norveška                  |
| 7.  | Raymond Gafner                       | Švicarska    | –                                                                                     | 1999.                        | –                                      |
| 8.  | Emil Zátopek                         | Čehoslovačka | Ljetne olimpijske igre 1952.                                                          | 6. prosinca 2000. (posmrtno) | Helsinki, Finska                       |
| 9.  | Spencer Eccles                       | SAD          | Zimske olimpijske igre 2002.                                                          | veljača 2002.                | Salt Lake City, Utah, SAD              |
| 10. | Tana Umaga                           | Novi Zeland  | Ragbijska probna utakmica, 2003.                                                      | lipanj 2003.                 | Cardiff, Wales, Ujedinjeno Kraljevstvo |
| 11. | Vanderlei Cordeiro de Lima           | Brazil       | Ljetne olimpijske igre 2004.                                                          | 29. kolovoza, 2004.          | Atena, Grčka                           |
| 12. | Elena Novikova-Belova                | Bjelorusija  | XI. Međunarodni znanstveni kongres 2007.                                              | 17. svibnja 2007.            | Minsk, Bjelorusija                     |
| 13. | Shaul Ladany                         | Izrael       | "neobično istaknuta sportska postignuća tijekom razdoblja od preko četiri desetljeća" | 17. svibnja 2007.            | Minsk, Bjelorusija                     |
| 14. | Petar Cupać Ivan Bulaja Pavle Kostov | Hrvatska     | Ljetne olimpijske igre 2008.                                                          | 18. studenoga 2008.          | Beijing, Kina                          |
| 15. | Ronald Harvey                        | Australija   | –                                                                                     | 2. travnja 2009.             | –                                      |
| 16. | Richard Garneau                      | Kanada       | Zimske olimpijske igre 2014.                                                          | 6. veljače 2014. (posmrtno)  | Soči, Rusija                           |
| 17. | Michael Hwang                        | Singapur     | Azijske igre 2014.                                                                    | 14. listopada 2014.          | Incheon, Južna Koreja                  |
| 18. | Nikki Hamblin                        | Novi Zeland  | Ljetne olimpijske igre 2016.                                                          | 20. kolovoza, 2016.          | Rio de Janeiro, Brazil                 |

## Poveznice
- Olimpijski kup
- Olimpijski red